# Lully, Vaud
Lully är en ort och kommun i distriktet Morges i kantonen Vaud, Schweiz. Kommunen har 831 invånare (2023).